# 1950 w muzyce
Wydarzenia muzyczne w 1950 roku.

## Wydarzenia
- Założenie firmy płytowej Chess Records w Chicago w USA.

## Urodzili się
- 7 stycznia
  - Kirsten Bråten Berg, norweska wokalistka folkowa
  - Juan Gabriel, meksykański piosenkarz, aktor i producent muzyczny (zm. 2016)
- 8 stycznia
  - Emine Gjata, albańska śpiewaczka operowa (sopran liryczny)
  - Marcin Jacobson, polski manager, producent i wydawca muzyczny
  - Jacek Krzaklewski, polski muzyk rockowy, gitarzysta i kompozytor
- 9 stycznia – David Johansen, amerykański piosenkarz, autor tekstów i aktor; muzyk protopunkowego zespołu New York Dolls (zm. 2025)
- 14 stycznia – Nicholas McGegan, brytyjski flecista, klawesynista i dyrygent
- 16 stycznia – Damo Suzuki, japoński wokalista, członek zespołu Can (zm. 2024)
- 19 stycznia – CP Lee, brytyjski muzyk punkrockowy (zm. 2020)
- 20 stycznia – Jerzy Łysk, polski poeta, kompozytor, piosenkarz i animator kultury
- 21 stycznia
  - Andrzej Chłopecki, polski muzykolog, teoretyk, krytyk muzyczny (zm. 2012)
  - Billy Ocean, pochodzący z Trynidadu brytyjski wokalista i autor tekstów
- 23 stycznia – Danny Federici, amerykański klawiszowiec znany z grupy E Street Band i współpracy z Bruce’em Springsteenem (zm. 2008)
- 25 stycznia – Wiesław Bednarek, polski śpiewak operowy (baryton) (zm. 2024)
- 26 stycznia
  - Raša Đelmaš, serbski perkusista rockowy (zm. 2021)
  - Paul Pena, amerykański piosenkarz, kompozytor i gitarzysta (zm. 2005)
- 2 lutego – Dmitrij Danin, radziecki i rosyjski muzyk, wokalista, kompozytor, aranżer (zm. 2020)
- 3 lutego – María Jiménez, hiszpańska piosenkarka (zm. 2023)
- 4 lutego – Jerzy Lamorski, polski muzyk i kompozytor, wirtuoz akordeonu (zm. 2012)
- 6 lutego – Natalie Cole, amerykańska piosenkarka (zm. 2015)
- 9 lutego – Jerzy Piotrowski, polski perkusista jazz-rockowy, muzyk grający m.in. w SBB i Kombi
- 12 lutego
  - Angelo Branduardi, włoski piosenkarz, tekściarz, skrzypek, multiinstrumentalista i kompozytor
  - Steve Hackett, angielski muzyk, gitarzysta Genesis
- 13 lutego – Peter Gabriel, angielski muzyk progresywnego rocka i popu, wokalista, pianista i producent; współzałożyciel grupy Genesis
- 15 lutego – Guy Touvron, francuski trębacz klasyczny (zm. 2024)
- 17 lutego – Wacław Juszczyszyn, polski gitarzysta, wokalista, kompozytor z kręgu poezji śpiewanej
- 18 lutego – Foday Musa Suso, gambijski muzyk grający na korze, kompozytor (zm. 2025)
- 19 lutego – Andy Powell, brytyjski gitarzysta i jeden z założycieli zespołu rockowego Wishbone Ash
- 20 lutego
  - Walter Becker, amerykański muzyk jazzrockowy, autor tekstów piosenek i producent muzyczny (zm. 2017)
  - Krzysztof Zgraja, polski flecista, multiinstrumentalista, kompozytor, aranżer
- 22 lutego – Genesis P-Orridge, właśc. Neil Andrew Megson, brytyjski muzyk, kompozytor i performer, związany z Throbbing Gristle (zm. 2020)
- 25 lutego – Emitt Rhodes, amerykański piosenkarz i autor piosenek, multiinstrumentalista, inżynier nagrań (zm. 2020)
- 2 marca – Karen Carpenter, amerykańska piosenkarka, znana z duetu The Carpenters (zm. 1983)
- 11 marca – Bobby McFerrin, amerykański wokalista jazzowy
- 12 marca – George Nicolescu, rumuński piosenkarz (zm. 2024)
- 15 marca – Romuald Czystaw, polski piosenkarz rockowy, wokalista zespołu Budka Suflera w latach 1978–1982 (zm. 2010)
- 18 marca – James Conlon, amerykański dyrygent
- 19 marca – Curtis Fowlkes, amerykański trębacz i wokalista jazzowy (zm. 2023)
- 20 marca
  - Kris De Bruyne, belgijski piosenkarz (zm. 2021)
  - Carl Palmer, angielski perkusista, muzyk zespołów The Crazy World of Arthur Brown, Atomic Rooster, Emerson, Lake and Palmer, Asia
- 21 marca – Roger Hodgson, brytyjski muzyk rockowy, jeden z założycieli zespołu Supertramp
- 26 marca – Teddy Pendergrass, amerykański wokalista soulowy, autor tekstów (zm. 2010)
- 27 marca
  - Tony Banks, brytyjski kompozytor i klawiszowiec rockowy znany z występów z grupą Genesis
  - Maria Ewing, amerykańska śpiewaczka operowa (mezzosopran) (zm. 2022)
- 29 marca – Mory Kanté, gwinejski wokalista i muzyk (zm. 2020)
- 30 marca
  - Dave Ball, brytyjski gitarzysta rockowy, muzyk zespołu Procol Harum (zm. 2015)
  - Neela Wickramasinghe, lankijska piosenkarka i dyplomata (zm. 2022)
- 2 kwietnia – Dave Smith, amerykański inżynier, współtwórca systemu MIDI i założyciel Sequential Circuits (zm. 2022)
- 3 kwietnia – Romuald Lipko, polski instrumentalista (instrumenty klawiszowe, trąbka, gitara basowa) i kompozytor, lider grupy Budka Suflera (zm. 2020)
- 5 kwietnia – Agnetha Fältskog, szwedzka piosenkarka i kompozytorka, wokalistka grupy ABBA
- 7 kwietnia – Jerzy Grunwald, polski wokalista, kompozytor, producent muzyczny
- 8 kwietnia – Juliusz Mazur, polski muzyk jazzowy, kompozytor i pianista
- 10 kwietnia – Burke Shelley, walijski wokalista i basista, członek zespołu Budgie (zm. 2022)
- 12 kwietnia – David Cassidy, amerykański wokalista, gitarzysta, aktor sceniczny (zm. 2017)
- 16 kwietnia – Marek Andrzej Michalak, polski muzyk jazzowy, puzonista i kompozytor
- 18 kwietnia – Grigorij Sokołow, rosyjski pianista i pedagog
- 21 kwietnia – Cyril Pahinui, amerykański wokalista i gitarzysta muzyki hawajskiej (zm. 2018)
- 22 kwietnia – Peter Frampton, angielski muzyk, wokalista, autor tekstów, producent, gitarzysta i multiinstrumentalista
- 24 kwietnia – Wadim Brodski, ukraiński wirtuoz skrzypiec z polskim obywatelstwem
- 27 kwietnia
  - Kacey Jones, amerykańska piosenkarka country, autorka tekstów i satyryk (zm. 2016)
  - Christian Zacharias, niemiecki pianista
- 1 maja – Siergiej Zacharow, rosyjski piosenkarz (zm. 2019)
- 2 maja
  - Lou Gramm, amerykański wokalista, muzyk zespołu Foreigner
  - Ryszard Pokorski, polski muzyk, kompozytor i autor
- 3 maja – Mary Hopkin, brytyjska piosenkarka
- 4 maja – Kapitan Nemo, polski wokalista i kompozytor
- 6 maja – Zbigniew Wodecki, polski piosenkarz, muzyk instrumentalista (skrzypce, trąbka, fortepian), kompozytor, aktor i prezenter telewizyjny (zm. 2017)
- 7 maja – Detlef Wiedeke, niemiecki wokalista, kompozytor i producent
- 8 maja – Lepo Sumera, estoński kompozytor i polityk (zm. 2000)
- 10 maja – Wojciech Jarociński, polski gitarzysta, wokalista, autor tekstów i kompozytor
- 12 maja – Billy Squier, amerykański muzyk; wokalista, kompozytor, gitarzysta i klawiszowiec
- 13 maja
  - Danny Kirwan, angielski muzyk, gitarzysta i wokalista grupy Fleetwood Mac (zm. 2018)
  - Stevie Wonder, amerykański wokalista popowy, kompozytor, producent, multiinstrumentalista
- 16 maja – Ray Condo, kanadyjski muzyk, gitarzysta i wokalista, przedstawiciel muzyki rockabilly (zm. 2004)
- 20 maja
  - Miroslav Jelínek, czeski aktor, kompozytor i autor tekstów piosenek
  - Jane Parker-Smith, brytyjska organistka (zm. 2020)
- 22 maja
  - Marek Dmytrow, polski gitarzysta, kompozytor, realizator dźwięku (zm. 2017)
  - Bernie Taupin, brytyjski poeta, autor tekstów piosenek, znany ze współpracy z Eltonem Johnem, również piosenkarz
- 25 maja – Robby Steinhardt, amerykański skrzypek i wokalista rockowy najbardziej znanym ze współpracy z grupą Kansas (zm. 2021)
- 27 maja – Dee Dee Bridgewater, amerykańska aktorka i wokalistka jazzowa
- 30 maja – Krzysztof Cugowski, polski wokalista rockowy, muzyk grupy Budka Suflera
- 3 czerwca – Suzi Quatro, amerykańska piosenkarka, basistka, i aktorka
- 4 czerwca – Dagmar Krause, niemiecka piosenkarka i śpiewaczka (alt)
- 5 czerwca – Jan Hnatowicz, polski kompozytor, aranżer, producent, gitarzysta
- 7 czerwca – Ryszard Sroka, polski perkusista rockowy, cajónista; muzyk zespołów Nurt i Bank (zm. 2022)
- 9 czerwca – Trevor Bolder, angielski basista rockowy, muzyk grupy Uriah Heep (zm. 2013)
- 10 czerwca – Anna Jantar, polska piosenkarka (zm. 1980)
- 11 czerwca – Lynsey de Paul, angielska wokalistka i kompozytorka (zm. 2014)
- 15 czerwca
  - Wiktor Morozow, ukraiński piosenkarz, kompozytor i tłumacz
  - Petr Němec, czeski piosenkarz, kompozytor i gitarzysta
- 16 czerwca
  - Andrew Ball, brytyjski pianista i pedagog muzyczny (zm. 2022)
  - Garry Roberts, irlandzki gitarzysta rockowy, muzyk zespołu The Boomtown Rats (zm. 2022)
- 18 czerwca
  - Rod de'Ath, walijski perkusista rockowy (zm. 2014)
  - Heddy Lester, holenderska piosenkarka i aktorka (zm. 2023)
  - Jackie Leven, szkocki muzyk rockowy i kompozytor (zm. 2011)
- 20 czerwca – Julian Gembalski, polski organista i kompozytor, pedagog
- 21 czerwca – Joey Kramer, amerykański muzyk rockowy, perkusista zespołu Aerosmith
- 24 czerwca – Wilfried, austriacki piosenkarz (zm. 2017)
- 29 czerwca – Włodzimierz Krakus, polski basista, wokalista, kompozytor, aranżer, producent muzyczny, realizator dźwięku, menedżer
- 5 lipca – Huey Lewis, amerykański muzyk, kompozytor i okazjonalnie aktor; wokalista i założyciel zespołu rockowego Huey Lewis and the News
- 11 lipca – Bonnie Pointer, amerykańska piosenkarka soulowa, R&B, disco i funk, wokalistka zespołu The Pointer Sisters (zm. 2020)
- 12 lipca – Eric Carr, amerykański perkusista rockowy, muzyk grupy KISS (zm. 1991)
- 15 lipca – Tony Esposito, włoski muzyk, piosenkarz, autor tekstów i perkusista
- 17 lipca
  - Jerzy Paweł Duda, polski twórca, wykonawca i popularyzator piosenek z kręgów tzw. piosenki turystycznej, poezji śpiewanej i studenckiej (zm. 2013)
  - Damon Harris, afroamerykański piosenkarz R&B, pop i soul, muzyk grupy The Temptations (zm. 2013)
  - Phoebe Snow, amerykańska piosenkarka i gitarzystka folkowa (zm. 2011)
- 18 lipca – Glenn Hughes, amerykański muzyk, członek zespołu Village People (zm. 2001)
- 23 lipca – Pawieł Giliłow, rosyjski pianista i pedagog muzyczny
- 29 lipca – Elżbieta Towarnicka, polska śpiewaczka operowa (sopran)
- 30 lipca – Frank Stallone, amerykański aktor, kompozytor, autor tekstów piosenek, piosenkarz i gitarzysta
- 1 sierpnia – Jim Carroll, amerykański pisarz, poeta, wokalista i autor tekstów (zm. 2009)
- 2 sierpnia – Ted Turner, brytyjski gitarzysta i wokalista, muzyk zespołu rockowego Wishbone Ash
- 10 sierpnia – Patti Austin, amerykańska wokalistka rhythm’n’bluesowa
- 12 sierpnia
  - Eliza Grochowiecka, polska piosenkarka, wokalistka duetu Andrzej i Eliza
  - Jan Janowski, polski muzyk bluesowy, wokalista, kompozytor, plastyk (zm. 1996)
- 13 sierpnia – Alicja Matracka-Kościelny, polska muzykolog
- 15 sierpnia – Tommy Aldridge, amerykański perkusista rockowy
- 20 sierpnia – Andrew Downes, brytyjski kompozytor muzyki klasycznej, pedagog (zm. 2023)
- 21 sierpnia – Patrick Juvet, szwajcarski model, piosenkarz i kompozytor (zm. 2021)
- 22 sierpnia – Stanisław Wenglorz, polski wokalista rockowy
- 25 sierpnia – Willy DeVille, amerykański muzyk, gitarzysta piosenkarz i autor piosenek (zm. 2009)
- 26 sierpnia – Franck Olivier, belgijski kompozytor i piosenkarz (zm. 2021)
- 27 sierpnia – Aleksander Mrożek, polski gitarzysta, kompozytor i aranżer
- 30 sierpnia – Dana Rosemary Scallon, irlandzka piosenkarka i polityk
- 6 września
  - Paweł Berger, polski muzyk; klawiszowiec, kompozytor i jeden ze współzałożycieli zespołu Dżem (zm. 2005)
  - Luboš Pospíšil, czeski muzyk rockowy, wokalista i kompozytor
- 10 września – Joe Perry, amerykański gitarzysta rockowy
- 14 września – Paul Kossoff, angielski muzyk rockowy; gitarzysta i współzałożyciel brytyjskiego zespołu Free (zm. 1976)
- 20 września – Loredana Bertè, włoska piosenkarka reggae, pop i rock
- 27 września – Linda Lewis, brytyjska piosenkarka, autorka tekstów i gitarzystka (zm. 2023)
- 29 września – Ali Birra, etiopski piosenkarz (zm. 2022)
- 30 września – Renato Zero, właśc. Renato Fiacchini, włoski piosenkarz pop
- 2 października
  - Jurij Kapetanaki, rosyjski pianista i muzyk jazzowy (zm. 2019)
  - Mike Rutherford, brytyjski gitarzysta, muzyk Genesis, Mike and the Mechanics i Red 7
- 4 października
  - Lejla Agolli, albańska kompozytorka i pianistka
  - Francisco Araiza, meksykański śpiewak operowy (tenor)
- 5 października – Eddie Clarke, brytyjski gitarzysta i wokalista rockowy, członek grupy Motörhead (zm. 2018)
- 11 października – Andrew Woolfolk, amerykański saksofonista (zm. 2022)
- 12 października – Andrzej Mitan, polski artysta interdyscyplinarny i konceptualny, wokalista, kompozytor, performer, artysta wizualny, happener, poeta konkretny, poeta dźwięku, wydawca płyt artystycznych (zm. 2018)
- 17 października – Geraint Jarman, walijski muzyk, poeta i producentem telewizyjny (zm. 2025)
- 20 października – Tom Petty, amerykański muzyk rockowy; gitarzysta, wokalista, kompozytor i autor tekstów (zm. 2017)
- 23 października – Jerzy Nalepka, polski specjalista w zakresie gitarystyki, profesor sztuk pięknych (zm. 2019)
- 1 listopada
  - Dan Peek, amerykański gitarzysta basowy, muzyk grupy America (zm. 2011)
  - Włodzimierz Wołosiuk, polski teolog i muzyk, dyrygent, specjalista w zakresie śpiewu cerkiewnego
- 4 listopada – Stephen Hyams, brytyjski wokalista, kompozytor, gitarzysta rockowy (zm. 2013)
- 6 listopada – Gil Goldstein, amerykański akordeonista, pianista i klawiszowiec stylów jazz / fusion, kompozytor, aranżer, producent muzyczny
- 9 listopada – Jorgos Skolias, polski wokalista pochodzenia greckiego
- 11 listopada – Jim Peterik, amerykański gitarzysta, wokalista, autor tekstów, jeden z założycieli zespołu Survivor
- 18 listopada – Jerzy Knetig, polski śpiewak operowy (tenor), pedagog
- 22 listopada
  - Art Sullivan, belgijski piosenkarz (zm. 2019)
  - Steven Van Zandt, amerykański muzyk, autor tekstów piosenek, aranżer, producent muzyczny, aktor oraz radiowy disc jockey
- 24 listopada – Bob Burns, amerykański perkusista rockowy, muzyk grupy Lynyrd Skynyrd (zm. 2015)
- 29 listopada – Pocho La Pantera, argentyński piosenkarz (zm. 2016)
- 30 listopada – Piotr Marek, polski wokalista, gitarzysta, autor tekstów, malarz, fotograf, lider zespołu Düpą (zm. 1985)
- 5 grudnia – Camarón de la Isla, pochodzący z Hiszpanii cygański śpiewak flamenco (zm. 1992)
- 6 grudnia
  - Joe Hisaishi, japoński kompozytor, producent, aranżer i muzyk
  - Toshiyuki Honda, japoński saksofonista i kompozytor muzyki filmowej
- 8 grudnia
  - Dan Hartman, amerykański piosenkarz pop, autor tekstów i producent muzyczny (zm. 1994)
  - Wah Wah Watson, amerykański muzyk sesyjny, gitarzysta, kompozytor (zm. 2018)
- 9 grudnia
  - Joan Armatrading, brytyjska autorka piosenek, wokalistka, gitarzystka, producent nagrań
  - Wolfgang Engstfeld, niemiecki saksofonista jazzowy, kompozytor, wykładowca akademicki (zm. 2023)
  - Alan Sorrenti, włoski piosenkarz i kompozytor
- 11 grudnia – Tomasz Bugaj, polski dyrygent i pedagog
- 13 grudnia 1950 lub 13 stycznia 1948 – Ludmiła Sienczyna, rosyjska piosenkarka (zm. 2018)[1]
- 16 grudnia – Nelu Ploieşteanu, rumuński piosenkarz i skrzypek, pochodzenia romskiego (zm. 2021)
- 18 grudnia – Randy Castillo, amerykański perkusista rockowy i heavymetalowy (zm. 2002)
- 20 grudnia
  - Don Heffington, amerykański perkusista i perkusjonista, autor piosenek (zm. 2021)
  - Arturo Márquez, meksykański kompozytor muzyki poważnej
- 23 grudnia – Cristina Buarque, brazylijska piosenkarka i kompozytorka (zm. 2025)
- 26 grudnia – Krzysztof Baculewski, polski kompozytor i wykładowca akademicki
- 27 grudnia – Terry Bozzio, amerykański kompozytor i instrumentalista, wirtuoz instrumentów perkusyjnych
- 28 grudnia – Hugh McDonald, amerykański basista rockowy, muzyk zespołu Bon Jovi
- 29 grudnia – Edip Akbayram, turecki muzyk (zm. 2025)

## Zmarli
- 10 lutego – Armen Tigranian, ormiański kompozytor operowy i dyrygent (ur. 1879)
- 9 marca – Jaroslav Kocián, czeski skrzypek, kompozytor i pedagog muzyczny (ur. 1883)
- 3 kwietnia
  - Kurt Weill, niemiecki kompozytor (ur. 1900)
  - Adolf Wiklund, szwedzki kompozytor, dyrygent i pianista (ur. 1879)
- 8 kwietnia – Wacław Niżyński, rosyjski tancerz (pochodzenia polskiego) i choreograf (ur. 1889)
- 16 kwietnia – Eduard Oja, estoński kompozytor, dyrygent, skrzypek i pedagog (ur. 1905)
- 21 kwietnia – Adam Tadeusz Wieniawski, polski pedagog muzyczny i kompozytor (ur. 1879)
- 23 kwietnia – Gemma Bellincioni, włoska śpiewaczka operowa (sopran) (ur. 1864)
- 27 kwietnia – Karl Straube, niemiecki organista, dyrygent chóralny i pedagog (ur. 1873)
- 13 maja – Pauline de Ahna, niemiecka śpiewaczka operowa (sopran) (ur. 1863)
- 1 lipca – Émile Jaques-Dalcroze, szwajcarski kompozytor, twórca rytmiki (ur. 1865)
- 7 lipca – Fats Navarro, amerykański trębacz jazzowy (ur. 1923)
- 22 lipca – Toivo Haapanen, fiński dyrygent, skrzypek i muzykolog (ur. 1889)
- 25 lipca – Jan Edmund Reszke, polski muzyk i kompozytor (ur. 1909)
- 30 lipca
  - Guilhermina Suggia, portugalska wiolonczelistka (ur. 1885)
  - Alfred Wiłkomirski, polski skrzypek, dyrygent, pedagog (ur. 1873)
- 31 lipca – Jan Effenberger-Śliwiński, polski literat, kompozytor, śpiewak, tłumacz (ur. 1884)
- 8 sierpnia – Nikołaj Miaskowski, rosyjski kompozytor (ur. 1881)
- 25 sierpnia – Dezyderiusz Danczowski, polski wiolonczelista i pedagog (ur. 1891)
- 26 sierpnia – Giuseppe De Luca, włoski śpiewak operowy (baryton) (ur. 1876)
- 8 września – Hanka Ordonówna, polska piosenkarka, tancerka i aktorka (ur. 1902)
- 13 października – Henryk Adamus, polski kompozytor, wiolonczelista i dyrygent (ur. 1880)
- 18 października – Giuseppe Borgatti, włoski śpiewak operowy (tenor) (ur. 1871)
- 23 października – Al Jolson, amerykański pianista, autor piosenek, aktor i komik (ur. 1886)
- 20 listopada – Francesco Cilea, włoski kompozytor (ur. 1866)
- 2 grudnia – Dinu Lipatti, rumuński pianista i kompozytor (ur. 1917)
- 3 grudnia – Franciszek Łukasiewicz, polski pianista (ur. 1890)
- 20 grudnia – Stanisław Nawrocki, polski kompozytor i pianista (ur. 1894)
- 22 grudnia
  - Walter Damrosch, amerykański dyrygent i kompozytor (ur. 1862)
  - Julius Weismann, niemiecki kompozytor (ur. 1879)
- 31 grudnia – Charles Koechlin, francuski kompozytor (ur. 1867)

## Albumy
- polskie
- zagraniczne
  - Top o’ the Morning / Emperor Waltz – Bing Crosby
  - Songs from Mr. Music – Bing Crosby, The Andrews Sisters oraz Dorothy Kirsten
  - Go West Young Man  – Bing Crosby i The Andrews Sisters
  - A Crosby Christmas (EP) – Bing Crosby, Gary Crosby, Phillip Crosby, Dennis Crosby oraz Lindsay Crosby
  - American Folk Songs – Jo Stafford
  - Autumn In New York – Jo Stafford
  - Barber Shop Ballads – The Mills Brothers
  - Country Feelin' – Dinah Shore
  - The Fat Man – Fats Domino
  - Frankie Laine – Frankie Laine
  - King Cole Trio – King Cole Trio
  - King Cole Trio Volume 2 – King Cole Trio
  - Oh! Susanna – Al Jolson
  - Sing A Song Of Christmas – The Ames Brothers
  - Sing And Dance With Frank Sinatra – Frank Sinatra
  - Songs For Young Lovers – Frank Sinatra
  - Tea For Two – Doris Day
  - Two Loves Have I – Frankie Laine

## Muzyka poważna
- Powstaje Behold, I Build an House Lukasa Fossa

## Film muzyczny
- 12 kwietnia – odbyła się premiera filmu Riding High w reżyserii Franka Capry.
- Odbyła się premiera filmu Mr. Music w reżyserii Richarda Haydna.